# Massimo Troisi
Pour les articles homonymes, voir Troisi.
Massimo Troisi, né le 19 février 1953 à San Giorgio a Cremano, dans la province de Naples (Italie) et mort le 4 juin 1994 à Ostie, est un comédien, humoriste, cabarettiste, réalisateur, scénariste et metteur en scène italien.
Chef de file de la nouvelle comédie napolitaine née à l'aube des années 1970 et surnommée « le comique des sentiments » ou le « Polichinelle sans masque », il est considéré comme l'un des plus grands interprètes de l'histoire du théâtre et du cinéma italiens.
Formé sur les planches et héritier instinctif d'Eduardo De Filippo et de Totò,, il est également comparé à Buster Keaton et à Woody Allen,. Il commence sa carrière avec ses amis du groupe théâtral I Saraceni, qui devient La Smorfia (Lello Arena et Enzo Decaro). Le succès inattendu et immédiat du trio permet au jeune Troisi de faire ses débuts au cinéma avec Ricomincio da tre (1981), le film qui lancera sa carrière d'acteur et de réalisateur. À partir du début des années 1980, il se consacre exclusivement au cinéma, jouant dans douze films, dont cinq réalisés par ses soins. Souffrant de graves problèmes cardiaques depuis l'enfance, il meurt prématurément en 1994 à l'Infernetto (Rome) d'un infarctus, consécutif à un rhumatisme articulaire aigu, la veille du dernier jour de tournage du Facteur, un film dans lequel il joue le rôle-titre d'un facteur portant son courrier à Pablo Neruda, interprété par Philippe Noiret.
Il a adopté un style personnel qui exalte une capacité d'expression verbale, faciale et gestuelle avec laquelle il combine des rôles purement comiques avec des rôles plus réfléchis. Dans un cinéma italien des années 1980 en déshérence, Troisi a pavé la voie d'un renouveau en s'intéressant à la société napolitaine au lendemain du séisme de novembre 1980, aux nouvelles idéologies, au féminisme, à l'autodérision et à l'affirmation d'une subjectivité individualiste. Avec lui est né le nouveau type napolitain de l'anti-héros, victime des temps modernes, un personnage fragile qui reflète encore les doutes et les inquiétudes des nouvelles générations,.
Il s'est parfois distingué en dehors du théâtre, en laissant derrière lui d'autres œuvres telles que O ssaje comme fa 'o core, un poème mis en musique par son ami Pino Daniele, une allusion aussi bien aux problèmes cardiaques (communs à Troisi et Daniele) qu'au romantisme.

## Biographie

### Enfance et débuts dans le théâtre

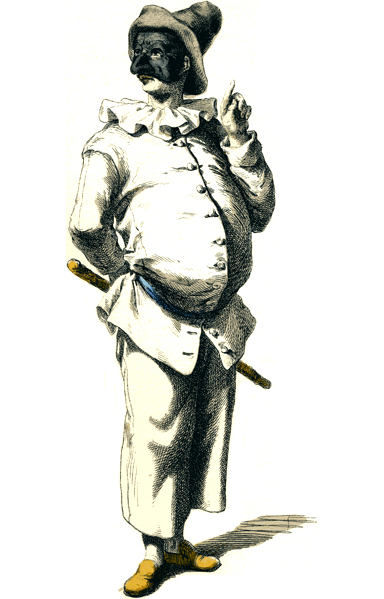
Troisi interprètera Polichinelle de nombreuses fois dans sa carrière.

Massimo Troisi est né à San Giorgio a Cremano le 19 février 1953, cinquième des six enfants d'Alfredo Troisi (1911-1999), cheminot, et d'Elena Andinolfi (1917-1971), femme au foyer. En 1951, la famille déménage au numéro 31 de la Via Cavalli di Bronzo (la même adresse que celle que le père de son futur personnage Gaetano a donnée à la Madone dans sa supplication du soir dans le film Ricomincio da tre) avec ses grands-parents maternels, un oncle et une tante et leurs cinq neveux et nièces. Il connaît son premier succès dans le monde du spectacle alors qu'il est encore bébé, lorsque sa mère Elena envoie une photo de lui à l'entreprise alimentaire Mellin, qui le choisit comme acteur pour une campagne publicitaire pour du lait en poudre.
Souffrant de fièvre rhumatismale dans son enfance, il a développé une grave dégénérescence de la valve mitrale, compliquée par une insuffisance cardiaque qui lui a été fatale. « Je me souviens être resté au lit, j'avais 14 ou 15 ans, et lucidement, presque comme un adulte, je sentais que là-bas, dans la cuisine, ils parlaient de mon problème, de ce qu'il fallait faire », a-t-il déclaré un jour dans un entretien, avouant que la gravité de son problème de santé avait toujours troublé son existence. Malgré ses problèmes de santé, dont il n'aimait pas parler (seuls sa famille et ses amis proches étaient au courant), fasciné par l'art dès l'adolescence, Troisi a commencé à se construire un avenir, en écrivant des poèmes et en se consacrant au théâtre. Très jeune, il remporte un prix local de poésie inspiré par la figure de Pier Paolo Pasolini, l'un des auteurs qu'il apprécie le plus à l'époque.
À quinze ans à peine, alors qu'il fréquente l'Istituto tecnico per geometri, il fait ses débuts dans le théâtre paroissial de l'église de Sant'Anna, véritable prolongement de son espace domestique, en compagnie de quelques amis d'enfance, dont Lello Arena, Nico Mucci et Valeria Pezza. Troisi était une personne très timide et, du moins au début, il pensait qu'il n'était pas capable de jouer sur scène, devant un public. Plus tard, debout, avec les lumières en face de lui, sans voir les gens en bas qui le regardaient, il s'est rendu compte qu'il se sentait à l'aise. Il eut envie de continuer et commença à écrire de petites pièces en un acte. Ses débuts sur la scène du théâtre paroissial eurent lieu à la suite du forfait soudain d'un des acteurs principaux. À cette occasion, il rencontra Arena, qui allait devenir son grand ami et son principal « acolyte » théâtral et cinématographique, mais surtout il découvrit la commedia dell'arte, particulièrement appréciée par le public de San Giorgio a Cremano.
En février 1970, Troisi, avec Costantino Punzo, Peppe Borrelli et Lello Arena, met en scène une farce d'Antonio Petito, 'E spirete dint' 'a casa 'e Pulcinella. Petito, l'un des derniers grands Polichinelle napolitains, fascine beaucoup les jeunes, et en particulier Massimo, qui voit dans le célèbre personnage une nouvelle force cachée.
« Ho cominciato a scrivere io. Già scrivevo poesie, ma solo per me, poi ho cominciato a buttare giù canovacci e tra parentesi mettevo 'lazzi', quando si poteva lasciare andare la fantasia. A me divertiva proprio uscire coi 'lazzi', improvvisare, per poi tornare al copione. Era il momento del teatro alternativo d'avanguardia e tutti volevano usare Pulcinella. Rivalutarlo. C'era Pulcinella-operaio, e cose del genere. A me questa figura pareva proprio stanca. Pensavo che bisognasse essere napoletano, ma senza maschera, mantenere la forza di Pulcinella: l'imbarazzo, la timidezza, il non sapere mai da che porta entrare e le sue frasi candide »
— Massimo Troisi

« J'ai commencé à écrire. J'écrivais déjà des poèmes, mais seulement pour moi, puis j'ai commencé à jeter des ébauches et à mettre des lazzi entre parenthèses, lorsque l'on pouvait laisser libre cours à son imagination. J'aimais beaucoup faire une incartade avec des lazzi, improviser, puis revenir au texte. C'était l'époque du théâtre alternatif d'avant-garde et tout le monde voulait mettre en scène Polichinelle. Le réévaluer. Il y avait un Polichinelle ouvrier, et d'autres choses de ce genre. Pour moi, ce personnage semblait fatigué. J'ai pensé qu'il fallait être napolitain, mais sans masque, pour conserver la force de Polichinelle : l'embarras, la timidité, le fait de ne jamais savoir par quelle porte entrer et de trouver ses phrases candides. »
Troisi commence à jouer le rôle de Polichinelle dans les spectacles du dimanche, mais, décidé à s'éloigner de l'intrigue du XVIIe siècle pour entrer dans les schémas de divertissement de la comédie moderne, il décide de faire de la scène avec sa propre créativité.
Avec ses amis du théâtre, le groupe Rh-Negativo, composé entre autres de Renato Barbieri, Lello Arena, Peppe Borrelli, Costantino Punzo, Pino Calabrese, Lucio Mandato, Gennaro Torre, Gaetano Daniele, auxquels s'ajoute quelque temps plus tard Enzo Decaro, il joue dans plusieurs spectacles. Le premier est Crocifissioni d'oggi (litt. « Crucifixions d'aujourd'hui »), dans lequel Troisi est pour la première fois — avec Beppe Borrelli — en même temps auteur et metteur en scène, et qui parle des luttes ouvrières, des mères célibataires, de l'émigration et de l'avortement. Ce spectacle est suivi, quelque temps plus tard, de Si chiama Stellina (litt. « Elle s'appelle Stellina »), la comédie burlesque en deux actes de Troisi. Le curé de l'église de Sant'Anna les invite à trouver un nouvel espace, plus adapté, où ils pourraient jouer ces thèmes sociaux d'avant-garde. Le groupe loue alors un garage dans la Via San Giorgio Vecchio 31, où est fondé le Centro Teatro Spazio. Ils y inaugurent un type de théâtre qui s'inspire de la farce et du cabaret napolitains. Le succès public obtenu au théâtre ne compense cependant pas le mode de vie de l'artiste et de ses camarades : au début, le groupe n'est souvent même pas payé et joue presque exclusivement par goût et par passion. Ils n'avaient pas les moyens de s'offrir des vêtements élégants et des accessoires raffinés. Tout se passait donc de manière délibérément grossière, avec Troisi toujours en collants noirs ou, en tout cas, dans des vêtements simples, et avec des décors et des costumes réduits au strict minimum,.
En 1976, Troisi, âgé de 23 ans, est opéré de la valve mitrale à Houston, aux États-Unis. Une collecte organisée, entre autres, par le quotidien napolitain Il Mattino a contribué à couvrir les frais du voyage. L'opération, réalisée par Michael E. DeBakey, l'un des chirurgiens cardiaques les plus célèbres et les plus importants de tous les temps, est un succès et l'acteur, à son retour en Italie, reprend immédiatement son activité théâtrale avec ses amis de toujours.

### Années 1970: débuts à la télévision avecLa Smorfia
En 1977, le groupe (rebaptisé I saraceni) se rétrécit et il ne reste plus qu'Arena et Decaro en plus de Troisi. Le trio se produit au Sancarluccio de Naples, qui doit faire appel à un remplaçant en raison du forfait soudain de Leopoldo Mastelloni. Le spectacle remporte un grand succès, surtout auprès du jeune public.
Le nom La Smorfia est donné au groupe par Pina Cipriani, directrice du San Carluccio. À la question « Comment vous appelez-vous ? », Massimo lui aurait répondu avec une grimace (« smorfia »), rappelant ainsi l'une des principales traditions napolitaines, également appelée La Smorfia : l'interprétation des rêves et leur transformation en chiffres à jouer à la loterie, ce qui s'avère si sympathique que, toujours par superstition, les trois compères adoptent ce surnom. Après quelques représentations au Teatro Sancarluccio de Naples, le groupe connaît un succès rapide qui lui permet de se produire d'abord au cabaret romain La Chanson et dans d'autres spectacles comiques sur les scènes de toute l'Italie, puis à l'émission de radio Cordialmente insieme. Enfin, ils sont remarqués par Enzo Trapani et Giancarlo Magalli, respectivement directeur et auteur des textes de l'émission télévisée Non stop (it) Après avoir subi quelques « examens », le trio fait ses débuts à la télévision et remporte un grand succès national.
De 1979 au début des années 1980, le trio de La Smorfia a mis en scène un large éventail de sketches dans lesquels il présentait des caricatures habilement construites des types humains et sociaux les plus divers. En jouant sur l'expressivité de plusieurs langues, du verbal au mimétisme, et en se moquant de tout, de la religion aux problèmes sociaux les plus disparates, La Smorfia a tenté d'échapper aux lieux communs napolitains en jouant sur la pudeur, la timidité, ce qui est plus implicite que dit sur scène. C'est ce qui détermina le grand succès du trio qui, après ses débuts avec l'émission Non stop, se retrouva également dans Luna Park (it), l'émission du samedi soir animée par Pippo Baudo, avant de se dissoudre à l'aube des années 1980.
« Mentirei se dicessi che l'intesa è venuta meno solo sul piano artistico. In effetti si erano create anche delle divergenze sul piano dei rapporti umani, specialmente tra me e Decaro. Siamo fatti diversamente, non so chi abbia ragione, ma al punto in cui eravamo occorreva un out definitivo. Poi c'è stato anche il fatto che non riuscivo più a scrivere mini atti per tre. Diciamo la verità: La Smorfia mi limitava. Per me che intendo dire tante cose, era come muovermi in un cerchio chiuso. Avrei potuto adagiarmi, tirare avanti per altri 4-5 anni e fare un sacco di soldi »
— Massimo Troisi

« Je mentirais si je disais que l'entente ne s'est rompue qu'au niveau artistique. En fait, il y avait aussi des désaccords sur le plan des relations humaines, en particulier entre Decaro et moi-même. Nous étions faits différemment, je ne sais pas qui avait raison, mais au point où nous en étions, nous avions besoin d'en finir. Et puis il y a aussi le fait que je ne pouvais plus écrire des sketches à trois. Soyons honnêtes : La Smorfia me limitait. Pour moi, c'était comme évoluer dans un cercle fermé. J'aurais pu me reposer, continuer encore pendant quatre ou cinq ans encore et gagner beaucoup d'argent »
Les sketches les plus connus du trio sont Annunciazione, dans lequel Troisi joue l'humble épouse d'un pêcheur que l'archange Gabriel / Noé (Lello Arena) prend pour la Vierge Marie. Troisi essaie, avec une friponnerie enfantine, d'obtenir du patriarche Noé (Arena) qu'il lui permette de monter dans l'Arche, en se faisant passer pour un animal imaginaire, le « minollo » puis pour un autre, le « rostocchi ».

### Années 1980: passage au grand écran

#### Désistement au Festival de Sanremo
Un mois avant ses débuts au cinéma, Troisi est appelé par Gianni Ravera (it) pour être le comédien invité au Festival de Sanremo. Mais Troisi suscite une grande inquiétude à la Rai, qui ne veut pas répéter l'affaire Benigni de l'année précédente, lorsque l'humoriste toscan avait irrité l'Église en appelant Jean-Paul II « Wojtylaccio ». L'après-midi de la finale, les textes préparés par Troisi ont été lus par les organisateurs : l'acteur devait plaisanter sur des sujets « intouchables », dont l'Annonciation et le président de la République Sandro Pertini, qui rendait visite aux victimes du tremblement de terre d'Irpinia. Mais Troisi a surtout manifesté son intention d'improviser : « Je viserai les cibles habituelles », a-t-il annoncé, « le pouvoir devant lequel nous, les méridionaux, tremblons. Mais je déciderai quand je serai à l'antenne ».
La Rai propose à l'humoriste de couper les parties les plus scandaleuses, de réécrire l'ensemble du discours en réduisant l'improvisation au minimum, de ne faire qu'un seul discours et non trois. Troisi n'y réfléchit pas à deux fois et, après une célèbre interview dans laquelle il se moque de l'interdiction qui lui est faite d'aborder des sujets sensibles, déclarant « Je n'ai pas encore décidé si je lisais un poème de Pascoli ou de Carducci », il annule sa participation en tant qu'invité au festival de Sanremo une demi-heure seulement avant la diffusion en direct de l'Eurovision, ne donnant qu'une petite prestation aux journalistes qui s'étaient précipités à l'hôtel pour l'interviewer.

#### Débuts au cinéma:Ricomincio da tre(1981)
Au début des années 1980, l'industrie cinématographique italienne traverse une phase critique : au faible afflux de spectateurs dans les salles s'ajoute la désagréable impression que les idées scénaristiques se tarissent. Dans un tel contexte, il était facile pour Troisi de passer du petit au grand écran, mais les premières propositions ne l'ont pas séduit : « Il y a eu pleins de proposition pour des comédies qu'on ne sait pas comment appeler, qui n'avait plus rien à voir avec la grande comédie à l'italienne. Moi, fort du fait que je faisais du théâtre, j'étais heureux de faire mon propre truc, et j'ai toujours refusé ce qu'on me proposait. J'ai lu plusieurs scénarios décourageants et puis je n'aimais pas la façon dont ces gens se présentaient ».
En 1981, les producteurs Fulvio Lucisano et Mauro Berardi, à la recherche de nouveaux talents, misent sur les talents comiques de Troisi et, comme un film réalisé par Luigi Magni et inspiré de l'histoire du roi des Deux-Siciles François II est sur le point d'être produit, ils lui offrent le rôle principal. Le film n'a jamais vu le jour, Magni ayant abandonné le projet presque immédiatement. Berardi, cependant, veut à tout prix travailler avec l'artiste napolitain et le contacte à nouveau, lui proposant d'écrire, de jouer et de réaliser son propre film. En l'espace d'un an, avec l'aide d'Anna Pavignano et d'Ottavio Jemma, Troisi achève le scénario de Ricomincio da tre. La distribution comprend Massimo Troisi, Fiorenza Marchegiani, Lello Arena ainsi qu'une apparition de la chanteuse française Jeanne Mas.
L'intrigue du film est centrée sur Gaetano, interprété par Troisi lui-même, un jeune Napolitain qui, fatigué d'une vie provinciale faite de famille, de sorties banales entre amis et d'un travail aliénant de vendeur ambulant, décide de s'installer à Florence à la recherche de nouvelles expériences. Le personnage exprime la condition d'un jeune homme des années 1980 dans une réalité particulière, celle de la Naples d'après le tremblement de terre de novembre 1980, et dans un moment historique où les femmes revendiquent leur propre affirmation, ce qui déstabilise l'identité masculine. Au jeune Gaetano, qui arrive de Naples à Florence, tout le monde demande s'il est un émigré, par respect pour une tradition socioculturelle qui veut que les jeunes du Mezzogiorno aillent chercher fortune dans les villes les plus septentrionales de l'Italie, et Gaetano tient à souligner qu'un Napolitain peut aussi voyager pour voir de nouveaux endroits, vivre de nouvelles expériences et entrer en contact avec une réalité différente, comme il le fait, et non pas nécessairement pour émigrer.
Tourné en six semaines avec un budget de 400 millions de lires, le film sort dans les salles italiennes le 12 mars 1981 et séduit immédiatement le public (14 milliards de lires au box-office), à tel point qu'une salle de cinéma de Porta Pia, à Rome, l'accueille pendant plus de six cents jours,,. Troisi est la révélation de la saison cinématographique italienne. Il remporte plusieurs prix pour la réalisation et pour son interprétation de Gaetano, deux David di Donatello, trois Rubans d'argent et deux Globes d'or. Certains critiques l'ont qualifié de « sauveur du cinéma italien », tandis que d'autres l'ont comparé aux deux maestros historiques du cinéma napolitain, Totò et Eduardo, comparaisons que Troisi lui-même, avec beaucoup de modestie et d'humilité, a refusées : « Non, il me semble aussi irrévérencieux de faire cette comparaison. Mais je ne dis pas cela par modestie, parce qu'on ne fait pas la comparaison avec Totò ou avec Eduardo, ce sont des gens qui sont là depuis trente ou quarante ans et qui nous ont donc laissé un héritage ».

#### Retour à la télévision (1982) et filmScusate il ritardo(1983)

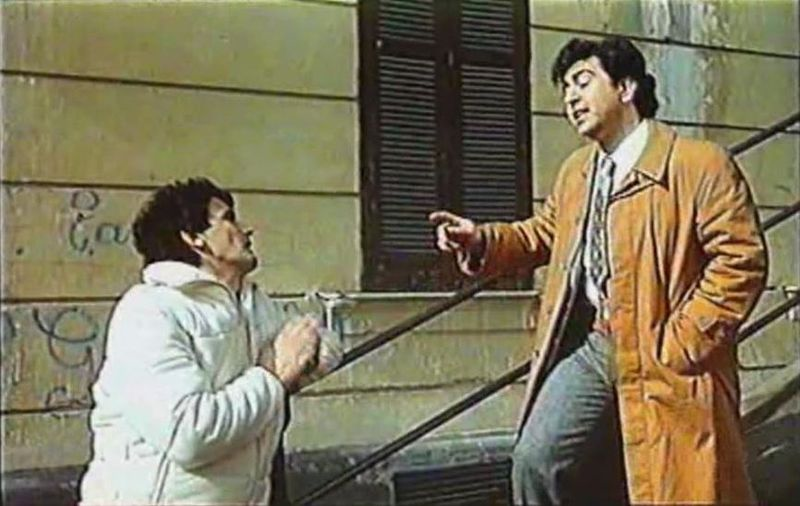
Massimo Troisi et Lello Arena dans Scusate il ritardo.

En 1982, à l'appel de Rai 3, dans le cadre de la série Che fai... ridi! qui présente la génération des nouveaux humoristes italiens, Troisi réalise le film Morto Troisi, viva Troisi! dans lequel il met en scène sa mort prématurée et où sa carrière est racontée à titre posthume. Le film est construit sur le modèle d'un documentaire télévisé, avec un collage des différentes apparitions du metteur en scène et des extraits de ses spectacles de cinéma et de théâtre. Troisi, parlant de lui-même et de sa propre mort, subvertit le récit en introduisant des éléments ironiques et grotesques, comme l'apparition de Roberto Benigni, un faux Napolitain qui finit par dire du mal du mort, Marco Messeri déguisé en cheval arabe, ou Lello Arena sous les traits d'un ange gardien.
En 1982, il participe, en tant que scénariste et acteur, au film de Ludovico Gasparini No grazie, il caffè mi rende nervoso (it), aux côtés de Lello Arena. Dans le film, Troisi est l'hôte très attendu du premier festival de la Nouvelle Naples et la cible principale du personnage joué par Arena, un détraqué meurtrier qui a l'intention de tuer tous ceux qui participent au festival tant convoité. Dans le dénouement du film, il est brutalement assassiné par le détraqué, attaché à un orgue de barbarie jouant bruyamment Funiculì funiculà (qui est aussi le nom de scène que le personnage d'Arena a choisi pour mieux indiquer sa mission) avec la bouche obstruée par un morceau de pizza.
En 1983, il signe son deuxième film, Scusate il ritardo. Le tournage commence à Naples le 20 septembre 1982 et s'achève la première semaine de novembre, mais le film ne sort que le 7 mars 1983, deux ans après le premier. Troisi se révèle d'emblée un cinéaste gênant pour le système cinématographique établi, car il fait des films quand il en a envie, quand il en ressent vraiment le besoin. « Si vous manquez un film de Troisi », déclarait-il, « il ne se passe rien, vous pouvez le voir dans deux ans, ou vous pouvez le manquer et en voir un autre ». Le titre du film fait référence à la fois au temps trop long qui s'est écoulé depuis le film précédent en 1981, et aux différentes temporalités de l'amour et à la non-synchronicité des relations amoureuses. Dans le film, Troisi interprète Vincenzo, un homme hésitant, effrayé par tout ce qui pourrait devenir, par tout ce qui pourrait se produire. L'indécision et l'amour superficiel caractérisent profondément ce personnage aussi emblématique que réaliste. Ce film est peut-être le plus autobiographique : il ne raconte pas quelque chose qui fait partie de sa vie, mais il est l'expression des doutes, des peurs et des quelques convictions de l'homme Troisi. Le personnage de Vincenzo est semblable à celui de Gaetano dans le film précédent, mais plus timide et maladroit.
Avec Scusate il ritardo, Troisi recrée également une série de personnages-types, omniprésents dans le théâtre traditionnel ; par exemple, Tonino, l'ami de Vincenzo, interprété par Arena, rappelle dans un certain sens le personnage de l'amoureux, déjà présent dans la littérature grecque et latine. En effet, le thème principal de Scusate il ritardo est l'amour, la relation, si difficile, entre un homme et une femme, si difficile surtout quand l'un des deux, en l'occurrence Anna, incarnée par Giuliana De Sio, cherche dans son partenaire une sécurité, un amour qu'elle ne peut pas recevoir. C'est probablement l'œuvre la plus remarquée de Troisi, qui craint de ne pas parvenir à reproduire le grand succès de Ricomincio da tre. La ténacité avec laquelle il fouille dans ses états d'âme donne au film une profondeur thématique et artistique remarquée.
En 1987, grâce à un match nul à domicile contre la Fiorentina, l'équipe du Napoli entraînée par Ottavio Bianchi remporte son premier Scudetto et les supporters déploient une grande banderole bleue dans une rue de Naples avec les mots Scusate il ritardo (litt. « Désolé pour le retard »), paraphrasant ainsi le film de Troisi et lui rendant hommage.

#### Collaborations avec Benigni, Scola et Mastroianni (1984-1988)

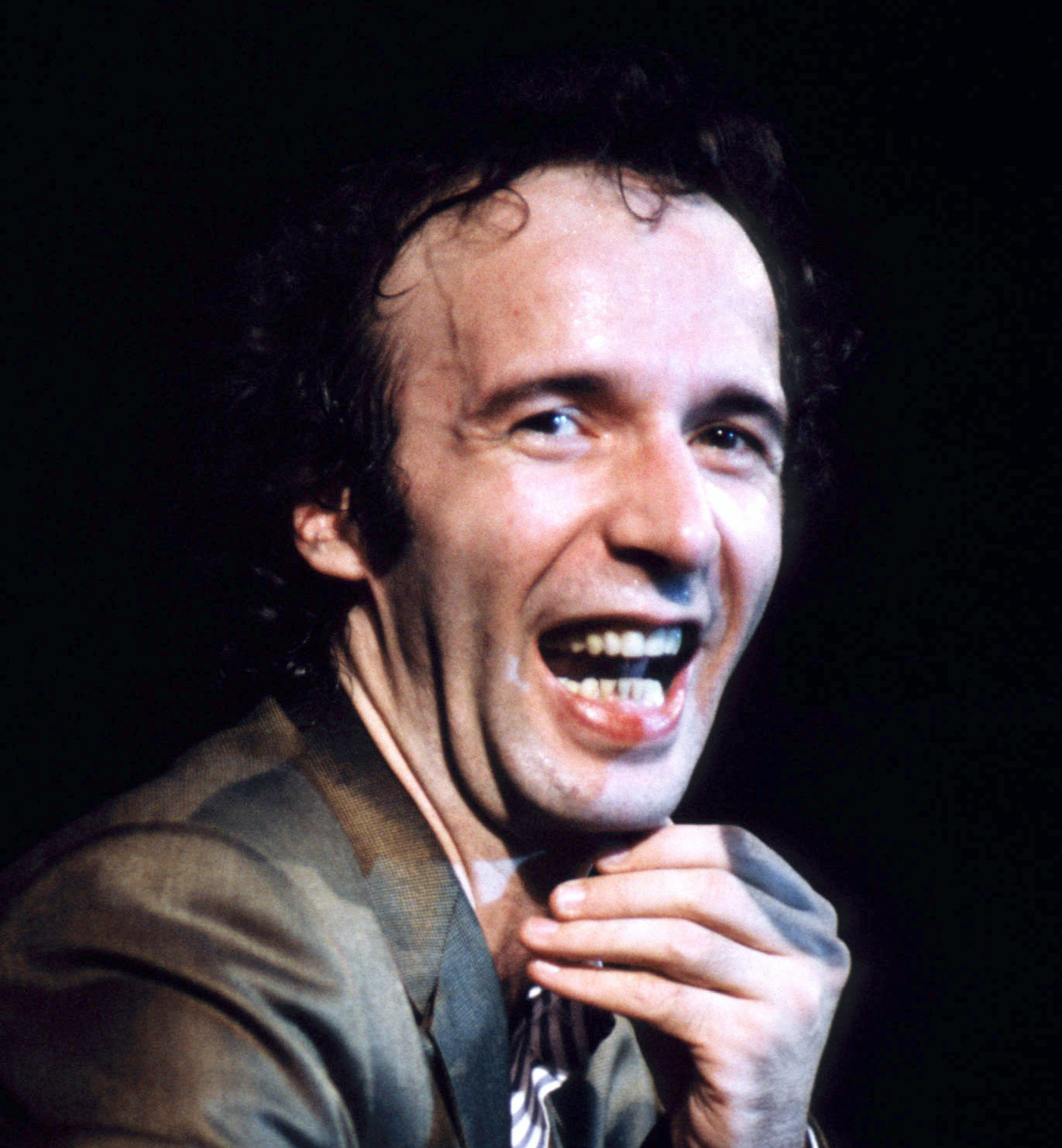
Roberto Benigni (ici en 1990), avec lequel Troisi a collaboré dans Non ci resta che piangere (1984).

En 1984 sort Non ci resta che piangere, écrit, réalisé et interprété par son ami Roberto Benigni. Le film raconte l'histoire de deux amis qui sont catapultés, par un étrange coup du sort, dans la lointaine année 1492. De nombreuses aventures les attendent, notamment la tentative désespérée d'empêcher le départ de Christophe Colomb et la colonisation des Amériques. Le film a d'abord été conçu comme l'histoire de deux amis qui tombent amoureux de la même femme, ce qui les conduira plus tard à une violente querelle. Mais l'idée s'est avérée d'une banalité justifiée pour les deux amis, ainsi que pour Giuseppe Bertolucci, qui partageait avec eux le rôle de scénariste. Une fois qu'ils se sont mis d'accord sur l'intrigue, apparemment simple et linéaire, Troisi et Benigni ont élaboré le film de manière improvisée ; il n'y a pas eu de véritable scénario, mais quelques intrigues sporadiques scène par scène.
Le coût de seulement trois milliards de lires pour neuf semaines de production (alors que huit semaines étaient prévues) a été vite couvert par des recettes de plus de cinq milliards de lires rien que pour les premières projections. Plus d'un million d'entrées ont permis au film de se placer en tête du box-office de la saison, dépassant des films comme SOS Fantômes et Indiana Jones et le Temple maudit. Le duo Troisi-Benigni a fonctionné à tel point qu'il a été comparé au duo Totò et Peppino pour ce qui est du dédoublement des personnages : Benigni, turbulent et exubérant, est comparé à Totò, tandis que Troisi, plus marmonnant et hésitant, est comparé à Peppino. La rédaction de la lettre à Savonarole rappelle celle, mythique, des deux Napolitains dans Totò, Peppino et la Danseuse, non seulement pour les plaisanteries, mais aussi pour l'efficacité de l'humour.
En 1986, il joue un petit rôle dans le film réalisé par Cinzia TH Torrini, Hôtel Colonial, tourné en Colombie. Troisi y incarne un passeur napolitain qui a émigré en Amérique du Sud et aide le protagoniste à rechercher son frère. L'année suivante, il joue et tourne Le vie del Signore sono finite, qui se déroule pendant la période fasciste. Ce film marque une étape importante dans son évolution artistique. La qualité de la mise en scène, en effet, s'est beaucoup améliorée, avec des solutions techniques plus raffinées et un rythme moins fragmenté, grâce aussi à une meilleure utilisation de la caméra, moins statique que dans les films précédents. Troisi joue le rôle de Camillo Pianese, un invalide « psychosomatique », aidé par son frère Leone (son inséparable ami de toujours Marco Messeri), quitté par sa femme et qui se retrouve à consoler un de ses amis, véritablement malade et amoureux de la même femme sans que ce soit réciproque. Le film a remporté le Ruban d'argent du meilleur scénario.
En raison d'un infarctus, il refuse de jouer Polichinelle dans une pièce d'Igor Stravinsky dirigée par le metteur en scène Roberto De Simone. Au cours des trois années suivantes, il collabore en tant qu'acteur avec Ettore Scola dans trois films, les deux premiers également aux côtés de Marcello Mastroianni. En 1988, il tourne Splendor (1988), dans lequel il interprète le projectionniste Luigi, un rêveur incapable de comprendre pourquoi les gens ne vont plus au cinéma. Le film n'a pas eu de succès en salles et il est considéré par les critiques comme l'un des moins bons films de Scola. L'année suivante, il joue dans Quelle heure est-il ? (1989), qui se concentre sur les relations conflictuelles entre le père et le fils, interprétés respectivement par Mastroianni et Troisi. Cette fois-ci, les deux acteurs remportent ex-aequo la Coupe Volpi de la meilleure interprétation masculine à la Mostra de Venise 1989 et nouent une amitié profonde et sincère.

### Années 1990: dernières œuvres

#### Dernière collaboration avec Scola (1990) et dernière réalisation (1991)
En 1990, il collabore avec Scola pour la dernière fois dans le film Le Voyage du capitaine Fracasse, qui relie la comédie italienne aux anciennes racines de la commedia dell'arte, dans lequel il joue le rôle de Polichinelle. En 2014, Scola a raconté un projet avorté, un film qui était presque prêt et qui ne s'est pas matérialisé en raison de la décision de l'auteur de cesser d'être financé par Medusa Film. Troisi devait jouer un personnage nommé Ettore aux côtés de Gérard Depardieu, tandis que le titre du film devait être Un drago a forma di nuvola.
Le dernier film écrit, réalisé et interprété par Troisi est Je croyais que c'était de l'amour (1991), avec Francesca Neri et Marco Messeri. Avec ce film, Troisi a décidé de donner corps à une idée qu'il avait en tête depuis un certain temps, comme en témoignent les différentes incursions sur le sujet dans ses œuvres précédentes : réaliser un film où l'on parle exclusivement d'amour. Troisi analyse les sentiments du couple moderne et la difficulté de maintenir un lien entre un homme et une femme. C'est peut-être le film qui a le plus mis à nu l'intériorité de l'acteur, ses réalités les plus intimes. Les protagonistes, Tommaso et Cecilia, interprétés respectivement par Troisi et Neri, s'aiment, se séparent et se retrouvent à plusieurs reprises, mais en réalité ils se sentent trop différents pour pouvoir se marier et être heureux. Au moment où ils sont sur le point de le faire, dans les dernières scènes du film, il ne trouve pas le courage de se présenter à l'église : il préfère lui envoyer un mot pour lui donner rendez-vous dans un bar voisin.

### Le Facteuret la mort prématurée

Philippe Noiret (ici en 2001), en compagnie duquel Massimo Troisi tourne son dernier film, Le Facteur (1994).

Pendant le tournage de Scusate il ritardo vers 1982, le journaliste et scénariste John Francis Lane a rencontré Troisi pour le compte du réalisateur britannique Michael Radford. Il lui parle du premier film de Radford Les Cœurs captifs (1983), un film sur l'histoire d'amour entre une femme au foyer écossaise et un prisonnier napolitain à la fin de la Seconde Guerre mondiale. À l'époque, Troisi ne se sentait pas prêt à tourner un film à l'étranger (ce n'est qu'en 1987 qu'il a participé à Hôtel Colonial) et avec un réalisateur débutant comme Radford. Plus tard, après avoir vu l'excellent travail du réalisateur, il lui a téléphoné pour lui avouer qu'il avait l'impression d'avoir raté une grande occasion ; les deux hommes se sont liés d'amitié et se sont promis de faire un film ensemble, mais il a fallu attendre quelques années avant que la bonne occasion ne se présente. C'est alors que Nathalie Caldonazzo, la dernière compagne de Troisi, lui offre le livre Une ardente patience (Ardiente paciencia), de l'écrivain chilien Antonio Skármeta, qui raconte la naissance d'une grande amitié entre un facteur et le célèbre poète chilien Pablo Neruda. Après l'avoir lu, Troisi s'est montré enthousiaste et a acheté les droits pour en faire une version cinématographique. Il a ensuite proposé à Radford de réaliser le film, mais cette fois, c'est le cinéaste britannique qui a fait faux bond. Troisi réussit finalement à le convaincre en lui disant qu'il avait entre-temps approché Giuseppe Tornatore (un réalisateur qui sortait à l'époque auréolé du grand succès Cinema Paradiso).
Le scénario a été écrit principalement par Troisi, Radford et Furio Scarpelli. Les trois cinéastes se sont donné rendez-vous à Los Angeles pour le finaliser. Troisi profite de son séjour en Amérique pour se rendre à Houston et effectuer un bilan de santé avant le début du tournage, dans l'hôpital où il avait été opéré 17 ans avant. Les résultats des examens sont peu encourageants : Troisi a la surprise d'apprendre qu'il doit subir une nouvelle intervention chirurgicale d'urgence, car les deux valves en titane qui lui ont été implantées se sont détériorées, ce qui l'oblige à retarder le début du tournage, prévu pour l'automne 1993. Pendant l'opération, Troisi est victime d'un infarctus et les médecins ne parviennent que difficilement à le maintenir en vie ; il reste à l'hôpital pendant un mois et demi, période pendant laquelle les médecins recommandent une nouvelle greffe. Courageusement, Troisi décide de tourner d'abord le film, qui commence en mars 1994 à Cinecittà, puis se poursuit d'abord à l'île de Salina et ensuite à Procida, l'île que Troisi considère comme capable de susciter « les bonnes émotions à travers ses lieux et ses gens », pour se terminer à nouveau à Cinecittà. L'action du Facteur, dans lequel le rôle de Pablo Neruda est confié à Philippe Noiret, se situe entre 1951 et 1952, période pendant laquelle Neruda a vécu en exil en Italie, mais il est très peu fidèle au roman d'Antonio Skármeta, apportant de nombreuses modifications à l'histoire et changeant complètement la fin.
L'état de Troisi s'aggrave de jour en jour, au point de l'obliger à se faire remplacer par une doublure dans les scènes les plus fatigantes. Dans une interview, l'acteur Renato Scarpa a déclaré que Troisi avait dit « Je veux faire ce film avec mon cœur ». L'acteur a révélé qu'il aimait particulièrement ce film, au point de le considérer comme faisant partie de sa propre vie. Pour cette raison, et en raison de l'accueil que lui ont réservé les habitants de Procida pendant le tournage sur l'île, il s'est engagé à présenter le film en avant-première nationale dans une salle de Procida ; il n'a cependant pas pu assister à cette projection, car il est mort dans son sommeil quelques heures après la fin du tournage, le 4 juin 1994, dans la maison de sa sœur Annamaria à Lido di Ostia, terrassé à l'âge de 41 ans par un infarctus consécutif à un nouvel épisode de rhumatisme articulaire aigu,,.
Les funérailles ont eu lieu à l'église Sant'Antonio, le 6 juin, à San Giorgio a Cremano, et sa dépouille est conservée dans le cimetière local avec celles de sa mère et de son père.
Après sa mort, Le Facteur a connu un énorme succès, tant en Italie qu'aux États-Unis. Troisi a été nommé à titre posthume pour deux David di Donatello (meilleur film et meilleur acteur), un Ciak d'oro ("clap d'or"), deux Oscars (meilleur acteur et meilleur scénario adapté) et un Ruban d'argent (Premio speciale). En France, le film a reçu en 1997 le Lumière du meilleur film étranger.

## Techniques et style

### Théâtre et cinéma «troïsien»

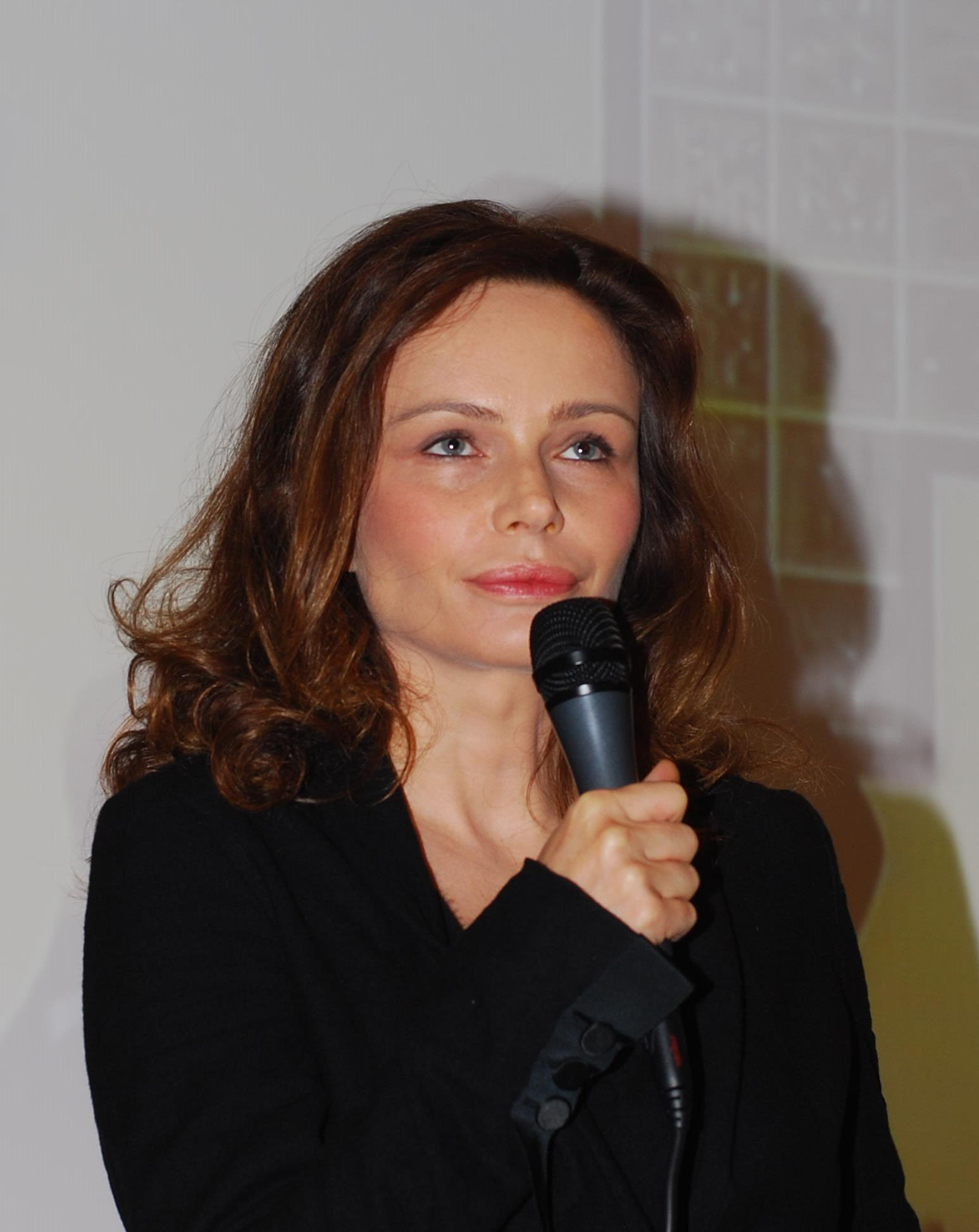
Francesca Neri qui joue aux côtés de Troisi dans Je croyais que c'était de l'amour (1991).

Troisi avait une technique et un style originaux et novateurs. Par le biais du théâtre, l'acteur napolitain tentait de mettre la vie paroissiale en contact direct avec les problèmes les plus scabreux de la réalité, en rompant le fil qui la liait à la vie tranquille de l'existence familiale : « Je pense que la religion, comme la famille, est un pouvoir difficile à vivre, un pouvoir modificateur. Je me rends compte que parler de la religion comme d'un miracle, comme à Lourdes, est une de mes constantes. C'est dans presque tout ce que j'ai fait, même quand ce sujet n'était pas réfléchi. Parce que j'ai toujours ressenti la religion comme quelque chose d'étrange, d'exagéré ». Lorsqu'il est devenu actif au théâtre et au cinéma, l'acteur a balayé l'approche traditionnelle au métier, avec son histoire, ses concepts, ses règles, en rejetant progressivement ses rouages qui révèlent la correspondance entre une certaine langue et les valeurs au pouvoir. Ce refus s'exprime à travers les figures du détachement critique et de la révision ironique. Il en résulte une remise en question du concept de foi (non seulement la foi religieuse, mais surtout la foi dans la société, dans le discours, dans les valeurs...). Au théâtre, il était une sorte de Polichinelle moderne, non seulement parce qu'il accentuait dans la figure l'idée du « polliciniello » (litt. « poussin ») qui se tient à l'écart de la société et de la culture, mais aussi parce que ses rôles semblaient avoir assimilé les transformations que le personnage a subies au cours des siècles. Les mots de Federico Salvatore sur la comparaison entre l'acteur napolitain et le célèbre personnage napolitain sont significatifs : « Massimo est Polichinelle sans masque ». Outre le fait que Polichinelle a été censuré à l'apogée de sa vigueur, de sa grande vie, il a toujours joué sans masque. Pour moi, Troisi représente le Polichinelle qu'il incarne. Depuis que Polichinelle est international, Polichinelle est français, Polichinelle est anglais, Polichinelle a traversé le Volturno. Massimo a fait la même chose, c'est le seul Napolitain avec un caractère napolitain qui a dépassé le Volturno, donc pour moi il représente une dernière chance que nous avons eue, d'un point de vue théâtral et cinématographique, de dépasser, de sortir du stéréotype du caractère napolitain, une fin en soi.

### Caméra fixe
Les débuts de Troisi derrière la caméra en 1981 ont revitalisé le cinéma italien, ramenant l'énergie du théâtre au cinéma. Dans Morto Troisi, viva Troisi!, il y a une scène très importante pour comprendre le cadre idéologique du cinéma de Troisi. Troisi est électricien dans une équipe de télévision. Nous le voyons débarrasser un jardin de ses projecteurs et, à sa grande surprise, il s'aperçoit que la caméra, laissée sans surveillance, est restée allumée. Il continue à faire son travail, jusqu'à ce que, ayant pris son courage à deux mains, il s'approche de l'objectif et commence à s'exprimer de manière incertaine. Il commence à parler d'une somme d'argent, dont le président de la République, Pertini, avait signalé la disparition, pointant du doigt sa pauvre famille pieusement réunie devant le poste de télévision pour écouter le message du chef de l'État. Dans ce discours, Troisi laisse entendre que le président aurait dû avoir le courage de montrer son dos aux Italiens et de s'adresser directement à ses ministres.
Certains critiques ont parlé négativement de Troisi en tant que réalisateur, l'accusant de ne pas connaître les techniques cinématographiques et de ne pas assez bouger la caméra, permettant des dialogues trop rapides et parfois incompréhensibles. La caméra fixe pour Troisi est une allusion à une vision qui n'est pas la nôtre, qui nous est extérieure, qui appartient à une mécanique que nous ne devons pas prétendre dominer, mais que nous devons avoir le courage de laisser fonctionner quand elle est hors de notre portée, de sorte que ce ne soit pas le mouvement de la caméra qui décide de nos mouvements, mais nous-mêmes, en restant simplement tels que nous sommes, qui mettons la caméra à notre service.

### Anti-héros
Avec ses films, Troisi cherche à poursuivre une forme d'expression qui ouvre une nouvelle voie pour le cinéma italien et balaie les vices de la comédie décadente ; à cette fin, il décide d'aborder de nouveaux thèmes et de rompre avec les clichés habituels de l'ancienne comédie. Dans ses films, les personnages napolitains de « chômeurs, latin lovers ou camorristi » n'existent plus. À leur place, un anti-héros timide, d'une timidité parfois presque adolescente. A l'éloquence facile et combative, il oppose les balbutiements, les phrases bégayantes, les questions sans réponse, le langage plus expressif des mains et des yeux. Qu'il s'agisse d'une timidité simulée ou réelle importe peu. Le fait est que ce nouveau Napolitain apparaît comme quelqu'un qui lutte contre les stéréotypes imposés par le napolitisme traditionnel : le Napolitain qui veut voyager et non émigrer, essayant en vain de s'insurger face à ceux qui insistent pour lui coller cette étiquette. Ce n'est pas la recherche d'un travail qui l'anime, mais le désir de connaissance, le désir d'entrer en contact avec d'autres réalités, différentes de celle, triste et renonciatrice, du Mezzogiorno auquel il appartient. Le Napolitain de Troisi n'est pas fait pour les grandes batailles, pour les gestes extrêmes, il préfère la fuite à la confrontation, mais toujours comme une forme de protestation, comme transgression.
Malgré la tentative de lutter contre les stéréotypes napolitains, Naples est présente dans les œuvres de Troisi, mais pas comme une réalité spécifique ou un phénomène particulier : plutôt comme un fragment d'une réalité plus large qui dépasse les frontières régionales. Elle est le miroir du désarroi existentiel, de l'effondrement des idéologies, de l'oppression, de l'injustice, d'une résignation inacceptable, qui appartiennent à l'expérience de tous, et pas seulement à celle des Napolitains. Les personnages interprétés par Troisi parlent napolitain, mais selon l'acteur, ils auraient pu parler n'importe quel autre dialecte : « Mon personnage parle napolitain et les gens disent : - C'est Naples, c'est napolitain - et au contraire, à mon avis, c'est un personnage qui parle napolitain, dont on voit que toute son expérience, toute sa culture vient de Naples, mais il a une vision plus générale et le personnage aurait aussi bien pu être de Turin ». Gaetano, le protagoniste de Ricomincio da tre, est à l'opposé, l'anti-héros par excellence, l'homme qui, bien qu'il veuille prendre des décisions, n'y parvient pas. Il en est de même pour Vincenzo de Scusate il ritardo, pour Camillo de Le vie del Signore sono finite, pour Tommaso de Je croyais que c'était de l'amour.
Les personnages de Troisi évoluent dans une société où les femmes ont pris conscience de leur égalité avec les hommes et parfois de leur supériorité. Les personnages féminins des films de Troisi frappent par leur détermination face à la vie et finissent par désarçonner une génération d'hommes bouleversés par le féminisme, mais incapables de rompre avec une tradition profondément ancrée. Si Marta dans Ricomincio da tre est encore liée à une certaine idée du féminisme, Anna dans Scusate il ritardo est peut-être la figure la plus ouverte au changement, une image si fragile et idéale que l'homme, stupide et étonné, n'aura pas la force d'y croire et ne pourra pas la suivre. Et puis il y a Cecilia dans Je croyais que c'était de l'amour, une féminité totale, risquée, physique et obsessionnelle, confrontée au problème de réguler le mariage et les sentiments et de les codifier par le langage. La femme de Massimo tente de retrouver sa féminité après l'avoir vue souillée par la société et la frange misogyne et machiste de la comédie à l'italienne.

### Satire politique
À une époque où les autres humoristes de sa génération (Beppe Grillo et Roberto Benigni) faisaient des monologues dirigés contre les politiciens de la Première République, Troisi avait une autre façon de faire de la satire, moins agressive mais efficace. « J'évite la satire politique », déclare l'acteur, « car si l'on se limite à dire qu'Andreotti est bossu et que Fanfani est petit, on risque de faire leur jeu ». Son attitude à l'égard des puissants n'est condescendante qu'en apparence, mais en réalité il dénonce leurs principales méchancetés à travers une satire calme et lapidaire et perspicace.
Dans les années 1980, interviewé par Pippo Baudo, Troisi a exprimé son désir d'avoir l'homme d'État italien Giulio Andreotti comme père : 
« Mo, mo' ci sarà mio padre che mi sta guardando ma io ce lo dico: papà, se Andreotti mi diceva io sono tuo padre io ero contento. Io avrei voluto Andreotti come padre. Andreotti è ingenuo, dai, è buono, è uno con il quale un figlio può fare un sacco di cose. Andreotti è uno che, oh, sta da quarant'anni in Italia, sono successi delitti, mafia, servizi segreti deviati, stragi, non si è mai accorto di niente. »
— Massimo Troisi

« Je sais que mon père me regarde mais je peux te le dire, papa, que si Andreotti me disait que j'étais son fils, je serais comblé. J'aurais voulu Andreotti comme père. Andreotti est naïf, voyons, il est gentil, c'est quelqu'un avec qui un fils peut faire beaucoup de choses. Andreotti est quelqu'un qui, oh, il est au pouvoir en Italie depuis quarante ans, il y a eu des crimes, des mafias, des services secrets dévoyés, des massacres, il n'a jamais rien remarqué... »
Sur grand écran, avec Le vie del Signore sono finite, Troisi profite du cadre historique du film pour une blague sur Benito Mussolini : « Pour que les trains arrivent à l'heure, on n'avait pas besoin de le nommer chef du gouvernement, il suffisait de le nommer chef de gare ».

#### Rapport au médium: la télévision

Massimo Troisi à la Mostra de Venise 1990.

Troisi utilise la télévision pour parler de lui-même et l'attaque déjà comme un organe d'information et de divertissement qui simplifie à l'extrême les besoins de l'individu et limite la créativité en sanctifiant les conventions.
L'acteur demande à jouer sans garantir au public de la télévision un gain informationnel. Il choisit une nouvelle position marginale vis-à-vis des codes télévisuels : il désorganise le programme des présentateurs et se moque de ce qu'ils sont convenus de dire avant de passer à l'antenne : « Parce que pour moi, être dans un studio, avec des caméras..., ça me donne l'impression d'une falsification. Même quand c'est en direct, ça me paraît être la chose la plus enregistrée possible ».

### Question linguistique
Troisi a suscité un grand intérêt, non seulement pour sa créativité sur les planches, mais surtout pour son langage singulier, presque aphasique, aux rythmes syncopés, fait de ralentissements et d'accélérations soudains, plein de pauses, de balbutiements, de marmonnements. La langue, l'une des caractéristiques du théâtre et du cinéma de Troisi, est très importante dans ses œuvres : l'usage du napolitain caractérise une appartenance historico-géographique fondamentale pour la poétique et l'expressivité de ses films.
« È stato quasi un fatto ideologico, che forse oggi non ha più valore, non ha più forza, riscontro. Forse se cominciassi adesso a fare teatro a Napoli non avrebbe questa importanza l'uso del dialetto. E invece per anni o, almeno, in quegli anni, per me è stata come un'ostinazione; ma non tanto a usarlo quanto a non volerne uscire. Perché il napoletano io l'ho usato allora e lo uso adesso in modo normale, non spettacolare »
— Massimo Troisi

« C'était presque un fait idéologique, qui peut-être aujourd'hui n'a plus de valeur, plus de force, plus d'écho. Peut-être que si je commençais à faire du théâtre à Naples maintenant, l'utilisation du dialecte n'aurait pas cette importance. Au contraire, pendant des années, ou du moins dans ces années-là, c'était quelque chose qui m'obsédait ; mais il ne s'agit pas tant de l'utiliser que de ne pas vouloir y renoncer. Car je parlais le napolitain à l'époque et je le parle encore aujourd'hui de manière normale et non spectaculaire. »
Le discours de Troisi est comme une « langue confidentielle », avec laquelle l'acteur napolitain se sent à l'aise. À ses débuts, Troisi considère l'intelligibilité de sa langue comme une priorité et continue donc à parler uniquement en napolitain, ce qui est parfois perçu comme une démarche intransigeante et puriste. Troisi ne s'en soucie guère et affirme à plusieurs reprises, lors d'interviews ou d'apparitions télévisées, qu'il ne peut s'exprimer qu'en napolitain et que, de toute façon, il s'agit d'un choix dicté par la volonté de garder intactes ses racines culturelles. On se souvient par exemple de l'interview pour l'émission Mixer d'Isabella Rossellini, dans laquelle la journaliste demande à Troisi : « Mais pourquoi parlez-vous toujours en napolitain ? », recevant de ce dernier la réponse : « Parce que c'est la seule façon dont je sais parler, je fais un effort pour parler italien et il est juste que vous fassiez aussi un effort pour comprendre le napolitain ». Par la suite, Troisi a eu envie de faire évoluer son style pour ne pas se faire trop remarquer, c'est pourquoi la présence du napolitain dans ses films après Non ci resta che piangere s'est estompée, jusqu'à disparaître presque complètement dans les années 1990. Troisi crée donc une langue « italienne populaire », qu'il peut partager à un public beaucoup plus large, mais en gardant toujours Naples dans le cœur.

### Sources d'inspirations

#### Histoire familiale
Pour ses films et ses sketches, Troisi s'inspire souvent de sa famille. L'acteur milanais Renato Scarpa a raconté que le comique de Troisi provenait de la propre famille de l'acteur, comme en témoignent les nombreuses anecdotes que sa mère racontait à ses enfants au retour du marché. Les apparitions télévisées dans lesquelles Troisi parlait de sa famille en soulignant les caractéristiques de certains de ses membres, en particulier son grand-père et sa grand-mère, qu'il appelait les « capocomici », sont également récurrentes. Dans La Smorfia, Troisi s'inspire directement de sa famille pour certains sketches. Dans ses films également, Troisi s'inspire de sa famille pour créer de nouveaux personnages ou de nouvelles situations : par exemple, dans Ricomincio da tre, la scène du mariage de sa sœur, interprétée par Cloris Brosca (it), est réellement inspirée du mariage de la sœur de l'acteur, tandis que dans Scusate il ritardo, le personnage de son frère qui est un comédien à succès (interprété par Franco Acampora (it)) est un personnage autobiographique.

#### Eduardo De Filippo
Troisi parlait d'Eduardo De Filippo comme de son maître spirituel et on ne sait pas dans quelle mesure ses déclarations dépendaient du point de vue des interviewers et de sa conviction personnelle. Certes, Eduardo représente pour le jeune acteur le prophète qui fascine et dont on n'a pas le courage de s'approcher, mais aussi, plus intimement, le maître qui soudain cesse de châtier et commence à prodiguer des conseils.
« Un bel giorno, quando ormai ero sottoposto alle torture delle interviste, mi sono accorto che avevo voglia di citare il maestro Eduardo De Filippo. Non lo avevo mai conosciuto, lo avevo visto poco, ma il suo teatro, il suo cinema mi avevano indirettamente dato qualcosa, molto di più di quello che pensassi. Quando penso a Eduardo, mi accorgo di essere soltanto un "cantautore", un attore e un teatrante ciarliero: devo fare ancora tantissima strada... »
— Massimo Troisi,

« Un beau jour, alors que je subissais la torture des interviews, je me suis rendu compte que je voulais citer le maestro Eduardo De Filippo. Je ne l'avais jamais rencontré, je l'avais peu vu, mais son théâtre, son cinéma m'avaient indirectement apporté quelque chose, beaucoup plus que je ne le pensais. Quand je pense à Eduardo, je me rends compte que je ne suis qu'un "auteur-compositeur-interprète", un acteur et un comédien bavard : j'ai encore beaucoup de chemin à parcourir... »
Comme Eduardo, Troisi était un acteur et un auteur. La différence entre les deux réside dans le fait que Troisi semblait toujours se mettre en scène lui-même, alors que le « maestro » avait été le parent et l'interprète de figures inoubliables, d'individualités dramatiques nées de la rencontre entre la réalité et l'histoire du théâtre. Les monologues de Troisi ne contiennent pas la complétude d'Eduardo, ni ne s'interrompent pour laisser place à la prestation purement mimico-gestuelle de Totò. Troisi expérimente un geste-mot, c'est-à-dire un langage où il n'est pas possible de séparer parfaitement le dire du faire, les deux voyageant ensemble sur la piste de l'incertitude et de l'incomplétude. Pour Troisi, Eduardo est avant tout le refus de la blague toute faite, mécanique, qui ne porte en elle aucune autre conscience que celle du jeu de la fiction : « J'ai toujours trouvé étrange que les acteurs, surtout les Américains, aient la bonne réponse au bon moment, sans hésitation. Et je parle, par exemple, d'acteurs comme John Wayne. Ayant vu, par contre, Eduardo au théâtre et surtout à la télévision, il m'a semblé que c'était cela, la vérité : d'abord s'essuyer la sueur et ensuite se répéter l'un à l'autre ce que l'on a déjà dit. Cela me semblait être la réalité de ma maison, où l'on ne parlait jamais seul à seul »,.

## Vie privée

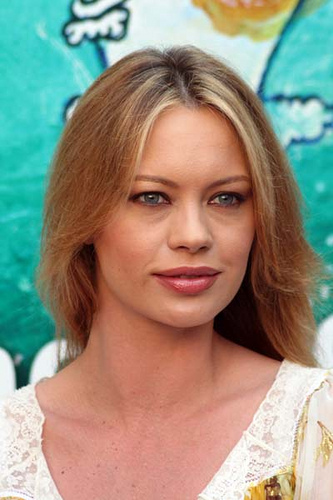
Anna Falchi (ici en 2007) a révélé avoir eu une relation secrète avec Troisi.

Du milieu des années 1970 au milieu des années 1980, il entretient une relation durable avec Anna Pavignano, la scénariste de plusieurs de ses films. Après une pause, le couple recommence à se fréquenter, mais uniquement sur le plan professionnel. Sur le tournage de Le vie del Signore sono finite, il rencontre l'Italo-Américaine Jo Champa (it), avec laquelle il reste lié pendant deux ans. En 2008, la Finno-Italienne Anna Falchi a révélé qu'elle avait eu une relation secrète avec Troisi, prétendument au début des années 1990, alors que l'acteur était déjà fiancé, tandis qu'Eleonora Giorgi a affirmé avoir eu une passade avec lui au début des années 1980.
Troisi ne s'est jamais marié et n'a pas eu d'enfants.
Sur le plan professionnel, Troisi a eu de nombreuses collaborations artistiques avec d'autres acteurs talentueux, qui ont souvent débouché sur de grandes amitiés fraternelles : surtout avec Marco Messeri, Lello Arena, Enzo Decaro, Pino Daniele, Roberto Benigni, Ettore Scola, Marcello Mastroianni, Giuliana De Sio, Carlo Verdone, Anna Pavignano, Massimo Bonetti, Giovanni Benincasa et Alfredo Cozzolino.

## Popularité et postérité
Selon un sondage réalisé en 2009 par le journal en ligne quinews.it auprès d'un millier de personnes réparties équitablement par tranche d'âge, sexe et localisation géographique (Nord, Centre, Sud et Îles), Troisi est le troisième comédien italien le plus connu et le plus apprécié, précédé respectivement par Alberto Sordi et Totò. Selon un classement établi par la Federazione Italiana Psicologi en 1997, Troisi s'est avéré être une légende pour la plupart des jeunes. Ses films, dont beaucoup restent d'actualité en raison de leur satire et de leur ironie, ont été rassemblés à plusieurs reprises dans des séries VHS et DVD et sont encore constamment diffusés à la télévision italienne ou reproposés au cinéma, rencontrant un succès même auprès du jeune public. En outre, certaines de ses célèbres blagues, expressions et gags sont devenus des périphrases qui sont entrées dans le langage courant.
Dans les années qui ont précédé et suivi le désastreux séisme du 23 novembre 1980 en Irpinia et tout au long de la décennie suivante, Troisi a représenté un modèle pour toute une génération de jeunes Napolitains (et pas seulement) qui, pris au piège d'un contexte socio-économique qui rendait l'émancipation extrêmement difficile, en premier lieu l'émancipation économique, consumaient leur existence entre la peur d'assumer les responsabilités de la vie, de sortir d'un état de perpétuelle adolescence, ou de rompre tout cordon ombilical avec leur vie passée. Une jeunesse majoritairement silencieuse, un modèle moins exportable que le napolitain typique précédemment représenté ou stéréotypé. Troisi, derrière le miroir déformant de la comédie, a renvoyé une image plus juste de Naples, des Napolitains, que celle qui ressortait de tant d'analyses sociologiques ou d'enquêtes journalistiques. Et cette image véhiculait et véhicule encore une dénonciation : c'est un crime de laisser la jeunesse gaspiller sa vie en se livrant à une sorte d'onanisme existentiel sans issue apparente. Des années après ses films, la pensée de l'acteur napolitain est toujours d'actualité et exerce la même fascination sur les jeunes d'aujourd'hui — qui vivent dans une société apparemment transformée par la révolution informatique et les processus de globalisation — qu'à l'époque. Pour l'année scolaire 2012-2013, la Biblioteca universitaria di Napoli (it), dans le cadre de ses activités éducatives, a proposé aux lycées de Naples et de sa province un projet d'étude sur la mémoire de l'acteur.
Le journaliste et essayiste Antonio Ghirelli (it) a exprimé l'importance de Troisi dans la culture italienne en ces termes : « Il a interprété avec une grande intelligence, un instinct extraordinaire et une finesse culturelle remarquable une phase de transition importante : du vieux comique napolitain, nourri par la commedia dell'arte, dans une atmosphère sereine et naïve, à un type moderne, toujours napolitain mais névrosé, tourmenté au-delà de l'ironie et de la gaieté apparentes [...] Aussi grand que Buster Keaton ».
La notoriété dont Troisi jouissait en Italie a également dépassé les frontières nationales : par exemple en Amérique, où son dernier film, Le Facteur, a été accueilli avec beaucoup d'enthousiasme. Le Washington Times écrit : « Le Facteur représente ce triomphe international que Troisi espérait avoir et qu'il n'a pas eu ». Quant au New York Times, il estime que « Troisi donne à son personnage une vérité et une simplicité qui veulent tout dire ». L'acteur Sean Connery, interviewé dans les années 1990, a également déclaré qu'il aurait aimé faire un film avec l'acteur napolitain.

### Hommages
- Il était très ami avec Jennifer Beals : après la mort du comédien napolitain, pour lui rendre hommage, Beals a organisé une rétrospective de ses meilleurs films au Musée d'art moderne de New York.
- En 1996, deux ans après sa mort, le prix Massimo-Troisi a été créé en sa mémoire à San Giorgio a Cremano[103], tandis qu'en 2003 un musée[104] et un institut lui ont été dédiés[105].
- En 1997, le cinéma situé à l'intérieur de l'ancien bâtiment de la Gioventù Italiana del Littorio (GIL), conçu en 1933 par Luigi Moretti, ouvert en 1937 et précédemment dédié à Gerolamo Induno, lui a été dédié dans le quartier Trastevere de Rome[106].
- En 1998, la chanson Apopse (Απόψε) sur l'album Láfura (Λάφυρα), chantée par Melina Caná avec Thanases Papaconstantinou, auteur des paroles et de la musique, fait référence à l'acteur : "... Ce soir, mon cœur deviendra un vieux vélo qui veut apparaître dans le ciel, rencontrer Massimo Troisi et lui dire qu'au milieu d'une nuit, la vie change. Ce soir, la chanson deviendra une étreinte qui vous accueillera aussi, même si vous êtes loin..."
- Il y a au moins deux hommages à Troisi dans le film de Benigni La Vie est belle (1997). Le premier est la scène du théâtre où Benigni tente de faire tourner le professeur par « télépathie » en disant « tourne-toi, tourne-toi.... ». L'autre est une scène tirée de Ricomincio da tre, un film dans lequel Troisi, dans l'une des scènes d'ouverture, tente de faire approcher un vase en utilisant la même technique. Le second hommage est la célèbre scène dans laquelle Benigni, pour rencontrer le professeur, court dans tout le quartier en s'épuisant. De même, dans Ricomincio da tre, Troisi, pour rencontrer la jeune femme de l'asile, court autour de l'immeuble dès son arrivée à Florence.
- En 2008, l'auteur-compositeur-interprète Pino Daniele, ami de longue date de Troisi, lui a dédié son coffret de tubes Ricomincio da 30, sorti dans les bacs le 16 mai 2008. Au dos du livret joint au disque, on peut lire les mots suivants dédiés à l'acteur disparu : « Cher Massimo, ce projet t'est dédié. Nu Bacio ! Pino »[107].
- En 2009, le nom de l'atelier de cyclisme populaire du centre historique de Naples a été dédié à l'acteur[108].
- Le 5 juin 2012, Enzo Decaro a présenté sur Rai 1, en première partie de soirée, une émission consacrée à Massimo Troisi intitulée Un poeta per amico. Massimo Troisi[109].
- Le studios d'animation Pixar s'est inspiré de Massimo Troisi pour réaliser les mouvements des personnages du court métrage La luna, réalisé par Enrico Casarosa[110].
- Le 19 février 2015, jour où l'acteur aurait eu 62 ans, la commune de San Giorgio a Cremano a dédié une maison-musée à son célèbre concitoyen, gérée par l'association de son frère Luigi. Parmi les objets présents, qui ont tous appartenu personnellement à l'acteur, on trouve le vélo utilisé pour le tournage du Facteur[111].

L'œuvre Ricominciamo da qui des artistes siciliens Rosk&Loste, en hommage à Alighiero Noschese et Massimo Troisi.

- Le 3 octobre 2017, l'œuvre Ricominciamo da qui a été inaugurée à la gare de San Giorgio a Cremano, un hommage à Massimo Troisi et à un autre célèbre comédien napolitain, Alighiero Noschese, signé par les artistes de rue siciliens Rosk&Loste. Le titre est, bien sûr, inspiré du célèbre et premier film réalisé par Massimo Troisi, Ricomincio da tre, qui se déroule dans la ville vésuvienne elle-même, et suggère une renaissance de la conscience et de l'amour de l'identité locale. Le projet d'art de rue dans la gare est organisé par INWARD pour l'Ente Autonomo Volturno (EAV), en collaboration avec la municipalité de San Giorgio a Cremano[112].
- En 2019, une soirée hommage à Troisi a été organisée à Triggiano par Piero Bagnardi et I Comisastri.
- Du 15 au 21 décembre 2022, le docu-film réalisé par Alessandro Bencivenga, Il mio amico Massimo (litt. « Mon ami Massimo »), produit par Lucky Red, sera projeté sur grand écran, avec la voix narrative de Lello Arena et la participation de Cloris Brosca, Maria Grazia Cucinotta, Pippo Baudo, Carlo Verdone, Nino Frassica, Renzo Arbore, Silvio Orlando, Ficarra e Picone, Clarissa Burt, Alfredo Cozzolino et Gerardo Ferrara, la doublure de Troisi sur le plateau du Facteur.

## Filmographie

### Réalisateur
- 1981 : Ricomincio da tre
- 1982 : Morto Troisi, viva Troisi! (moyen métrage pour la RAI Tre et la série Che fai, ridi?)
- 1983 : Scusate il ritardo
- 1984 : Non ci resta che piangere, coréalisé avec Roberto Benigni
- 1987 : Le vie del Signore sono finite
- 1991 : Je croyais que c'était de l'amour (Pensavo fosse amore... invece era un calessede)
- 1994 : Le Facteur (Il postino), coréalisé avec Michael Radford

### Acteur
- 1978 : La sberla (it), épisode 1 (émission télévisée) : l'intrus
- 1981 : Ricomincio da tre de lui-même : Gaetano
- 1982 : Morto Troisi, viva Troisi! de lui-même (moyen métrage pour la série télévisée Che fai, ridi?) : le cadavre / le technicien des lumières / lui-même
- 1983 : No grazie, il caffè mi rende nervoso (it) de Lodovico Gasparini (it) : Troisi
- 1983 : Scusate il ritardo de lui-même : Vincenzo
- 1983 : "FF.SS." - Cioè: "...che mi hai portato a fare sopra a Posillipo se non mi vuoi più bene?" de Renzo Arbore : apparition
- 1984 : Non ci resta che piangere de Roberto Benigni et lui-même : Mario
- 1985 : Hôtel Colonial (Hotel Colonia) de Cinzia TH Torrini : Werner
- 1987 : Le vie del Signore sono finite de lui-même : Camillo
- 1989 : Splendor d’Ettore Scola : Luigi
- 1989 : Quelle heure est-il ? (Che ora è) d’Ettore Scola : Michele, le fils
- 1990 : Le Voyage du capitaine Fracasse (Il viaggio di Capitan Fracassa) d’Ettore Scola : Polichinelle
- 1991 : Je croyais que c'était de l'amour (Pensavo fosse amore... invece era un calessede) de lui-même : Tommaso
- 1994 : Le Facteur (Il postino) de Michael Radford : Mario Ruoppolo

### La Smorfia
- 2006 : La Smorfia livre + Dvd Videoerre/RAI Trade

## Sketches
Troisi a mis en scène plusieurs sketches (ou, comme il préférait les appeler, des « mini-actes ») des années 1970 au début des années 1980 (période à laquelle il est passé au cinéma), dont il était souvent également l'auteur. Cette liste comprend tous les titres des spectacles/sketches qu'il a produits.
- 'E spirete dint' 'a casa 'e Pulcinella (1970) (avec Costantino Punzo, Peppe Borrelli et Lello Arena d'Antonio Petito)
- Crocifissioni d'oggi (1971) (avec le groupe Rh-Negativo de Massimo Troisi et Peppe Borrelli)
- Si chiama Stellina (1971) (avec le groupe Rh-Negativo de Massimo Troisi)
- Così è (1972) (avec le groupe Rh-Negativo di Massimo Troisi)
- Il cabaret (1977) (avec le groupe La Smorfia de Massimo Troisi, Lello Arena et Enzo Decaro)
- San Gennaro (1977) (avec le groupe La Smorfia de Massimo Troisi, Lello Arena et Enzo Decaro)
- Ketty (1977) (avec le groupe La Smorfia de Massimo Troisi, Lello Arena et Enzo Decaro)
- Tra tutte te (1977) (avec le groupe La Smorfia de Massimo Troisi, Lello Arena et Enzo Decaro)
- Napoli (1977) - monologue (avec le groupe La Smorfia de Massimo Troisi, Lello Arena et Enzo Decaro)
- L'inizio (1979) (avec le groupe La Smorfia de Massimo Troisi, Lello Arena et Enzo Decaro)
- La guerra (1979) (avec le groupe La Smorfia de Massimo Troisi, Lello Arena et Enzo Decaro)
- Natività (1979) (avec le groupe La Smorfia de Massimo Troisi, Lello Arena et Enzo Decaro)
- Angelo e Diavolo (1979) (avec le groupe La Smorfia de Massimo Troisi, Lello Arena et Enzo Decaro)
- L'attore (1979) (avec le groupe La Smorfia de Massimo Troisi, Lello Arena et Enzo Decaro)
- Il basso (1979) (avec le groupe La Smorfia de Massimo Troisi, Lello Arena et Enzo Decaro)
- La favola (1979) (avec le groupe La Smorfia de Massimo Troisi, Lello Arena et Enzo Decaro)
- Dio (1979) - monologue (avec le groupe La Smorfia de Massimo Troisi, Lello Arena et Enzo Decaro)
- II pazzo (1979) - monologue (avec le groupe La Smorfia de Massimo Troisi, Lello Arena et Enzo Decaro)
- II commissario (1979) (avec le groupe La Smorfia de Massimo Troisi, Lello Arena et Enzo Decaro)
- La fine del mondo (1979) (avec le groupe La Smorfia de Massimo Troisi, Lello Arena et Enzo Decaro)
- La sceneggiata (1980) (avec le groupe La Smorfia de Massimo Troisi, Lello Arena et Enzo Decaro)